# Chiesa di San Salvatore in Vico
La chiesa di San Salvatore in Vico è una chiesa di Forlì.
Sorge nella parte ovest del centro storico della città, di fronte al cinquecentesco Oratorio della Madonna della Tosse, nel rione di Ravaldino.

## Storia e descrizione
Le prime informazioni della chiesa risalgono alla seconda metà del XIII secolo, ma venne completamente ricostruita nel 1546 e, solamente nel 1760, ebbe la facciata progetta dall'architetto Giuseppe Antonio Soratini. Durante le soppressioni napoleoniche il complesso passò sotto controllo demaniale. 
Con la Restaurazione i monaci vi fecero ritorno, ma all'inizio del Novecento la chiesa venne trasformata in un atelier da Bernardino Boifava.
La chiesa oggi presenta una facciata in mattoni con portale molto lavorato e capitelli in pietra, ma sembrano mancare, rispetto alla facciata originale, le nicchie laterali poste un tempo entro gli arconi del registro inferiore, le guglie ai lati e i pinnacoli sulla sommità del frontone.